# Ganoderma neojaponicum
Espèce
Ganoderma neojaponicum, la Louche de petit-enfant (マゴジャクシ), est une espèce de champignons basidiomycètes de la famille des Ganodermataceae se développant sur les conifères au Japon. Cette espèce est proche du cosmopolite Ganoderma lucidum, le Ganoderme luisant. 

## Systématique
L'espèce Ganoderma neojaponicum a été décrite en 1939 par le mycologue japonais Rokuya Imazeki (d)  (1904-1991).

## Description
Son chapeau  est dimidié à réniforme, plan, mesurant 3-11 cm pour 4-11 cm. Sa marge est mince et incurvée. Sa surface, colorée de rouge brun très sombre, presque noire, est glabre, brillante comme laquée et rayée radialement. Ses tubes brun cannelle sombre mesurent 0,2-1 cm de long , ses pores étant isabelle à cannelle, circulaires à anguleux. Sa chair est mince, mesurant jusqu'à 8 mm d’épaisseur ; elle est fibreuse à subéreuse, blanc crème sous la surface piléique, brun cannelle au-dessus des tubes. Le stipe vertical est positionné de façon latérale, rarement centrale, et mesure 8-24 cm pour 0,7-1,2 cm. Sa surface est noire et laquée. Ses spores ellipsoïdes et tronquées au sommet sont d'une couleur jaune pâle et mesurent 9-13 µm pour 6-8 µm. Elles présentent une double paroi, les deux couches étant séparées par des piliers interpariétaux,.
Cette espèce se distingue aisément de Ganoderma lucidum par ses spores plus élancées, ses carpophores plus sombres, son stipe plus long et mince et son habitat limité aux conifères,.

## Usages
À l'instar des autres espèces de Ganoderma, et principalement de G. lucidum, G. neojaponicum est utilisé à des fins médicinales en Asie du Nord-Est. Cependant, il semble que cette espèce ait des effets secondaires problématiques. En effet, une étude de 2011 rapporte deux cas non létaux de pancytopénie après consommation du champignon.